# Hammerabates nasalis
Hammerabates nasalis är en kvalsterart som beskrevs av Sandór Mahunka 1983. Hammerabates nasalis ingår i släktet Hammerabates och familjen Scheloribatidae. Inga underarter finns listade i Catalogue of Life.